# Бертонико
Бертонико (итал. Bertonico) — коммуна в Италии, располагается в регионе Ломбардия, в провинции Лоди.
Население составляет 1162 человека (2008 г.), плотность населения составляет 58 чел./км². Занимает площадь 20 км². Почтовый индекс — 26821. Телефонный код — 0377.
Покровителем коммуны почитается святой Климент, празднование во второе воскресение сентября.

## Демография
Динамика населения:

## Администрация коммуны
- Официальный сайт: http://www.comune.bertonico.lo.it/